# UTair
Utair (russisch ОАО «Авиакомпания Ютэйр», frühere Schreibweise UTair) ist gemessen an der Passagierzahl die fünftgrößte Fluggesellschaft in Russland mit Sitz in Chanty-Mansijsk.

## Geschichte

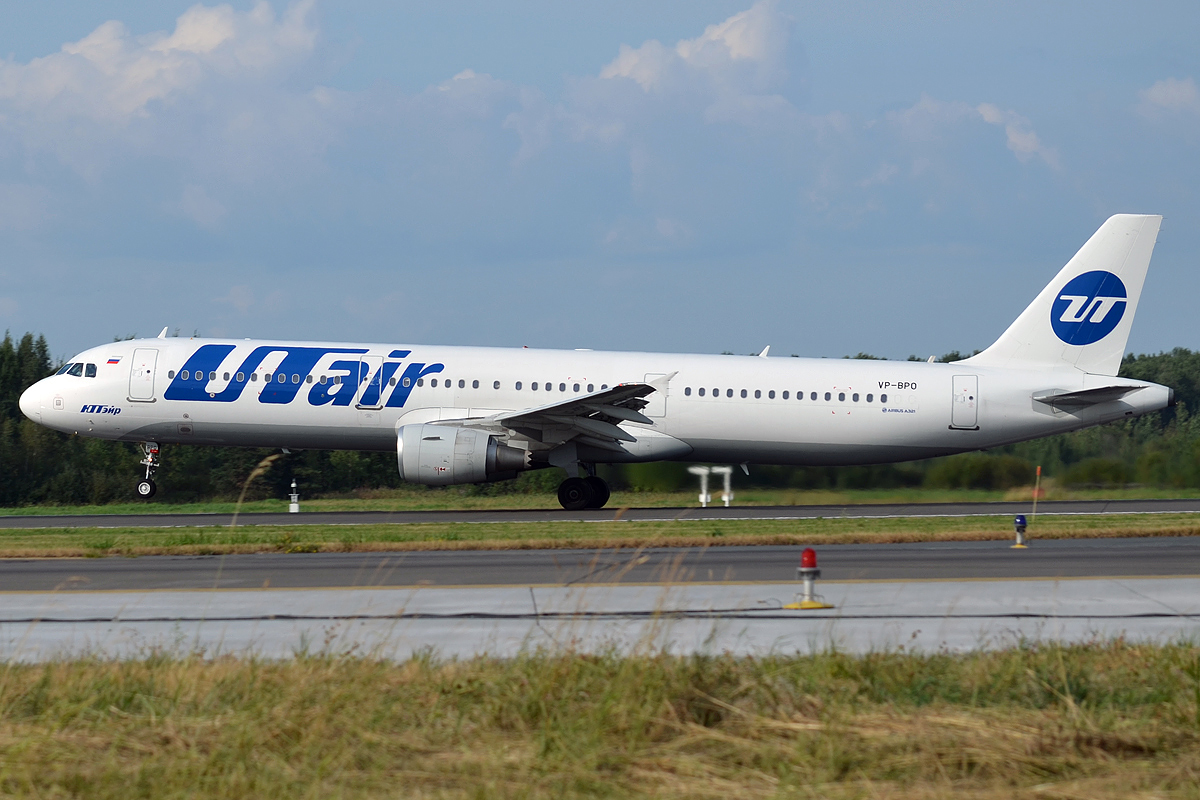
Ein Airbus A321 der Utair

Die Fluggesellschaft ging 1991 als Tyumenaviatrans Aviation aus dem 1967 gegründeten Aeroflot-Direktorat Tjumen hervor. Im Jahr 2003 folgte die Umbenennung auf den Namen UTair.
Ab 2006 wurde die Regionalfluggesellschaft Komiinteravia als Utair Express eingegliedert und im Oktober 2009 wurde die Tochtergesellschaft UTair Ukraine gegründet, die von Luhansk aus Ziele in Russland anfliegt. Ende 2009 wurde der peruanische Hubschrauber-Betreiber HeliSur mit Sitz in Lima übernommen.
Trotz eines bereits im Juli 2014 eingeleiteten Restrukturierungsprogrammes namens Impuls, kam Utair Ende 2014 durch die durch den Rubelverfall und die aus der Krise in der Ukraine folgenden Sanktionen gegen Russland in wirtschaftliche Schwierigkeiten. Die russische Alfa Bank, die Flughäfen Jekaterinburg, Perm und Samara sowie die Leasingfirmen Yugra und Avialeasing leiteten Klagen wegen ausstehender Zahlungen ein. Daraufhin wurden einzelne Hubschrauber und Flugzeuge beschlagnahmt. Impuls sah eine Restrukturierung vor allem durch Flottenverkleinerung und Verringerung der Flugziele vor. Insgesamt betraf dies 44 Flugzeuge: Aus dem aktiven Dienst wurden sechs Boeing 737-800, zwölf Airbus A321 und alle 15 CRJ200 genommen. Weitere neun Boeing 757-200 und zwei Boeing 767-300 wurden ausgegliedert und der auf Charterflüge spezialisierten damaligen Tochterfirma Katekavia übergeben. Außerdem wurden Mitarbeiter im mittleren Management entlassen. Ein drohender Liquiditätsengpass sollte durch Staatshilfen abgewendet werden. Die russische Regierung genehmigte schließlich Staatsgarantien in Höhe von umgerechnet 320 Millionen Euro. Im März 2015 stelle die Tochtergesellschaft Utair Express den Flugbetrieb ein.
2017 erfolgte ein Rebranding des Logos und ein damit verbundenes Redesign der Flugzeugflotte. In diesem Zusammenhang änderte sich auch die Schreibweise des Namens von "UTair" auf "Utair". Das Rebranding kostet rund 4 Mio. Rubel.
Im April 2022 wurde die Gesellschaft auf die als „Schwarze Liste“ bezeichnete EU-Flugsicherheitsliste gesetzt und ihr damit der Betrieb in der EU untersagt. Grund dafür ist, dass die russische Föderale Agentur für Lufttransport russischen Gesellschaften erlaubt, ausländische Luftfahrzeuge ohne gültiges Lufttüchtigkeitszeugnis zu betreiben.

## Flugziele
Utair bietet ein dichtes Netzwerk an Linien- und Charterflügen zu Zielen innerhalb Russlands sowie einige Flüge nach Europa und Zentralasien an (Stand: Dezember 2018). Eine große Rolle spielt auch Luftfracht in Sibirien. Die Drehkreuze von Utair sind in Russland vor allem die Flughäfen Moskau-Wnukowo, Tjumen, Surgut, Ufa und Krasnodar. In den deutschsprachigen Raum existieren seit dem Russischen Angriff auf die Ukraine keine Verbindungen (Stand: August 2024).

## Flotte

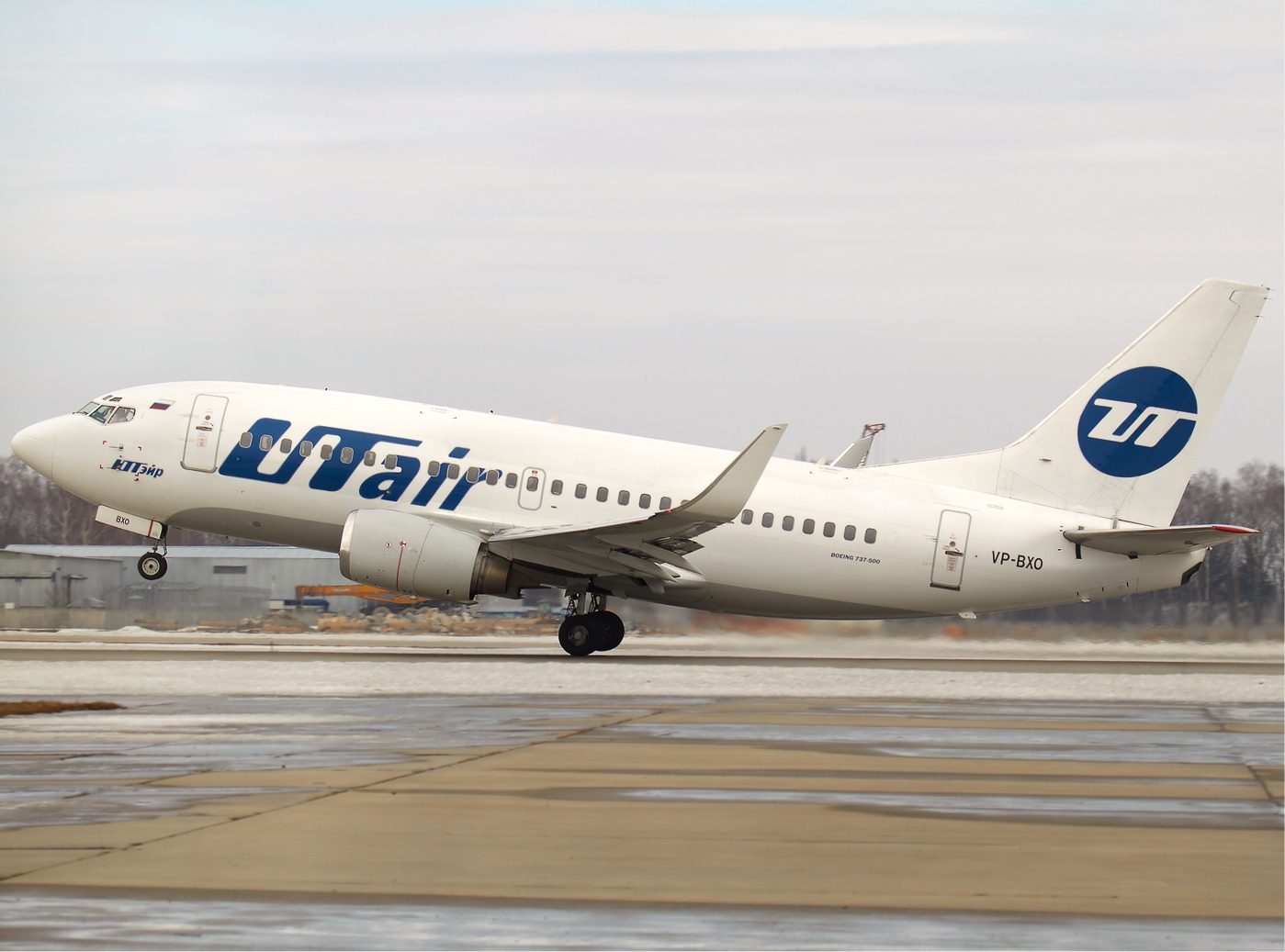
Eine Boeing 737-500 der Utair

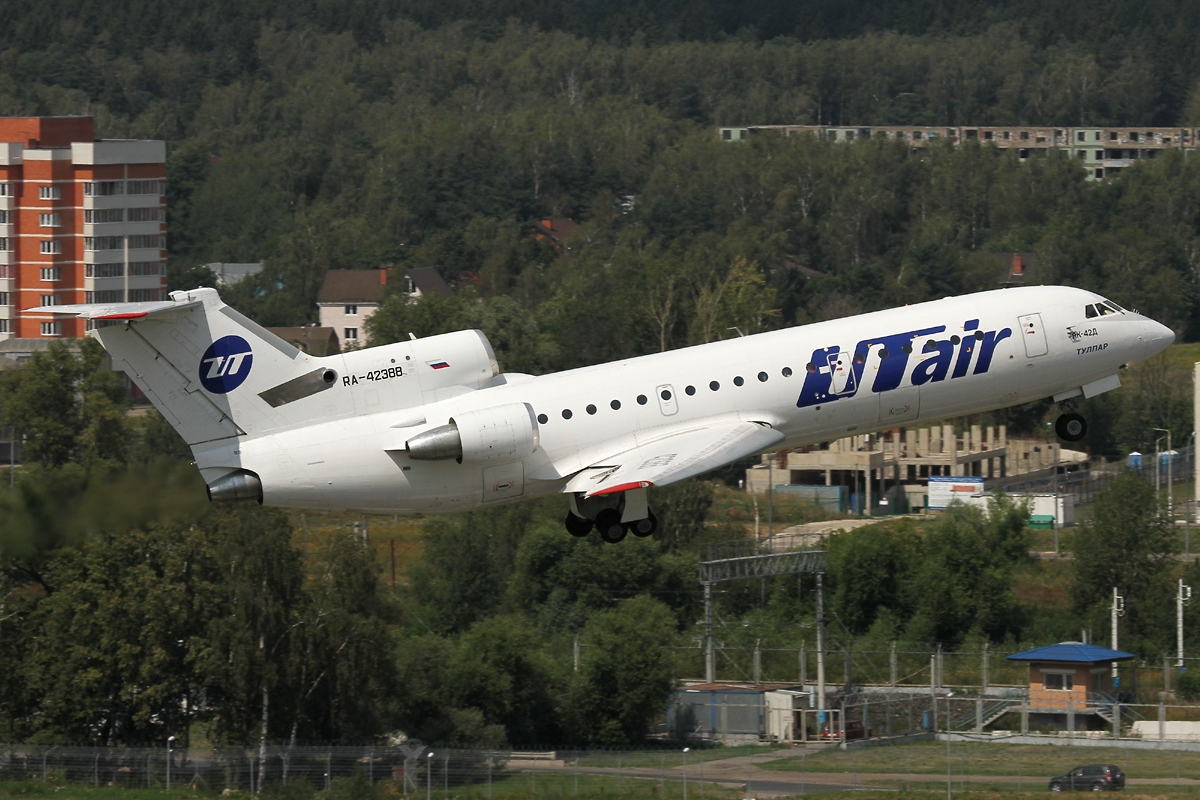
Eine Jakowlew Jak-42D der Utair

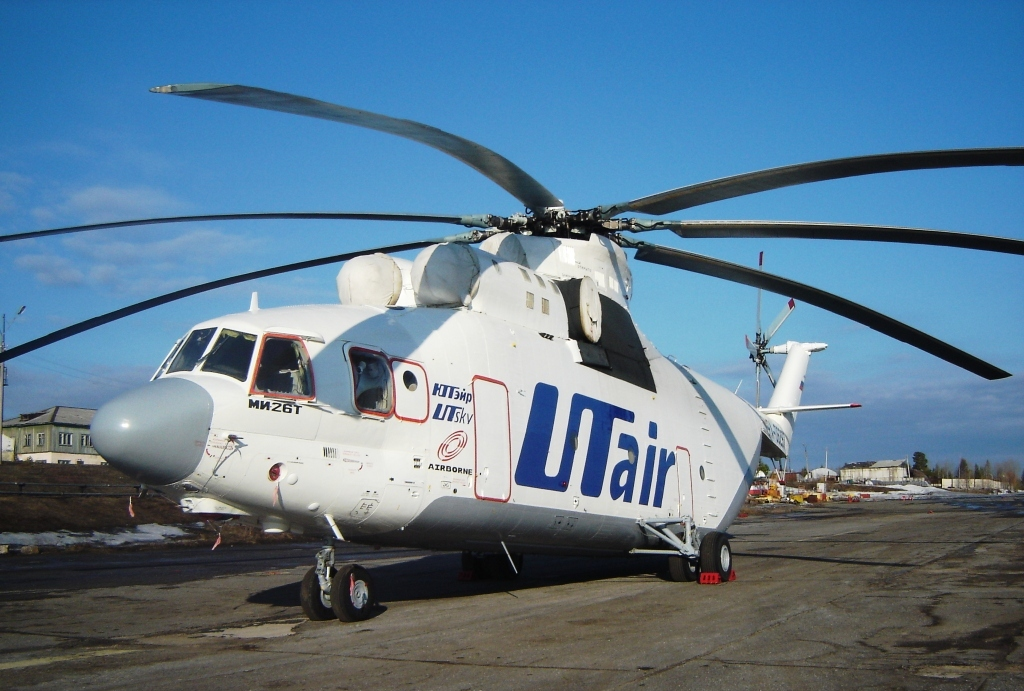
Ein Mil Mi-26T der Utair

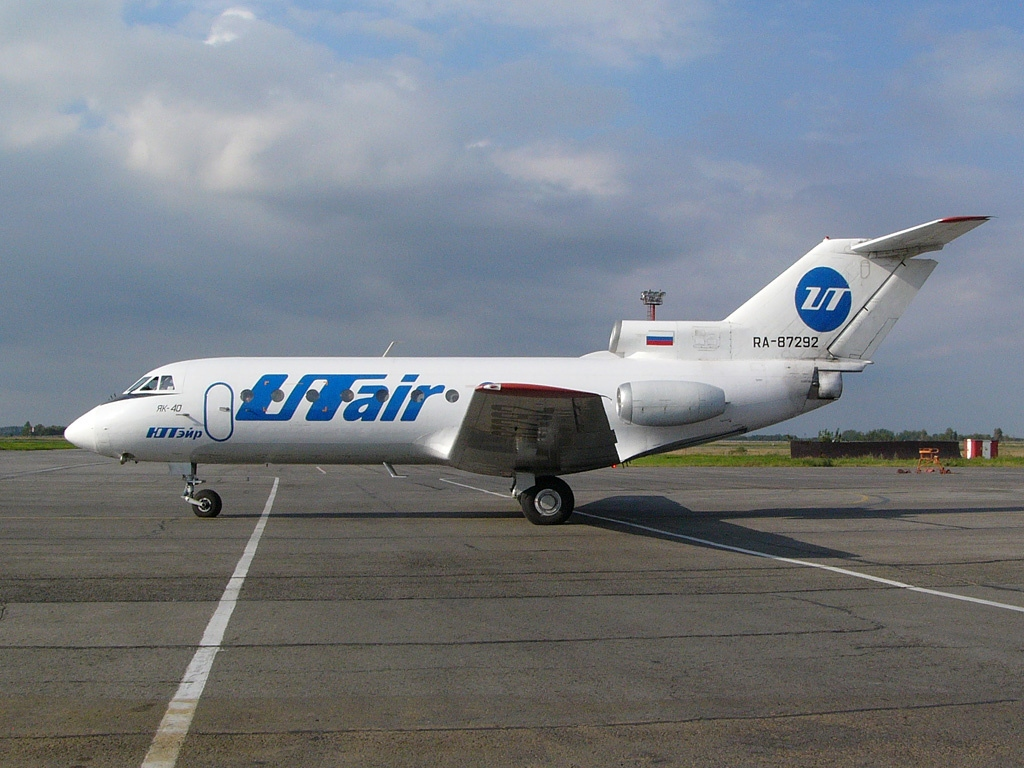
Eine Jak-40 der Utair

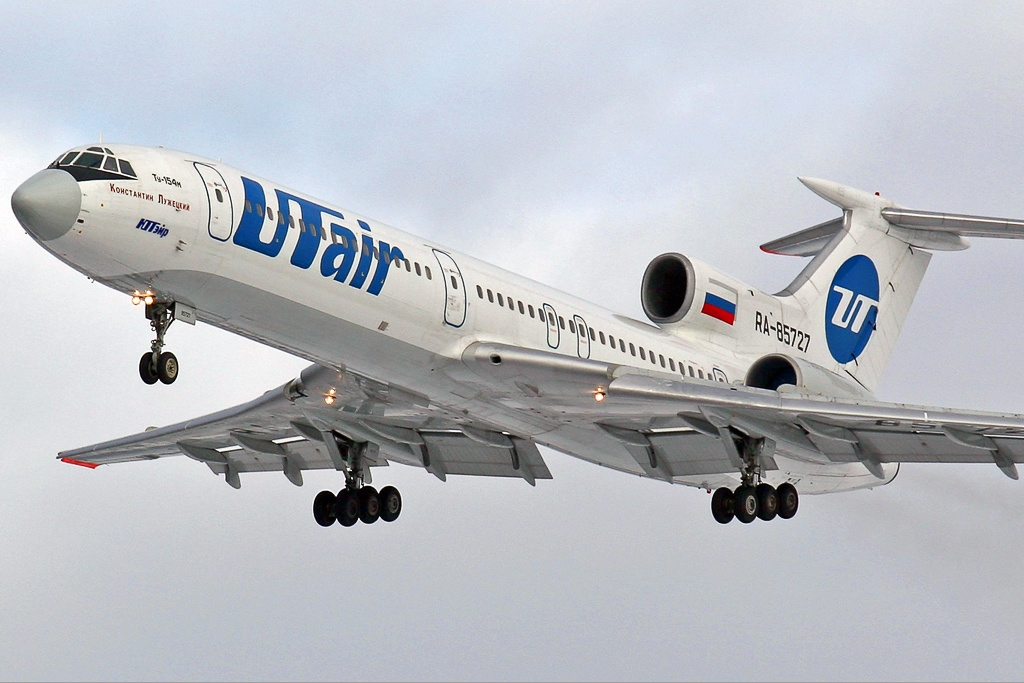
Eine Tupolev Tu-154M der Utair

### Flugzeuge
Mit Stand Juli 2022 besteht die Flugzeugflotte der Utair aus 61 Flugzeugen mit einem Durchschnittsalter von 18,5 Jahren: Die Frachtflugzeuge werden dabei von der Firma Utair Cargo (offiziell ZAO Utair russisch ЗАО ЮТэйр) betrieben.

#### Flugzeuge (aktiv)
- 15 ATR 72-500
- 06 Boeing 737-400
- 20 Boeing 737-500
- 17 Boeing 737-800
- 03 Boeing 767-200ER

#### Flugzeuge (stillgelegt)
- 02 ATR 72-200
- 01 Boeing 737-400
- 03 Boeing 737-500
- 10 Boeing 737-800
- 01 Boeing 767-200

#### Zuvor eingesetzte Flugzeuge
Darüber hinaus setzte die Utair in der Vergangenheit noch folgende Flugzeugtypen ein:
- Antonow An-74 (Cargo)
- Antonow An-2 (Cargo)
- ATR 42-300
- Boeing 757-200
- Bombardier CRJ100
- Bombardier CRJ200
- Jakowlew Jak-40
- Jakowlew Jak-40K
- Jakowlew Jak-42D
- Tupolew Tu-154M
- Tupolew Tu-134 bis mindestens 2014

### Hubschrauber
Mit Stand Juli 2022 bestand die Hubschrauberflotte der Fluggesellschaft Utair aus 298 Hubschraubern. Die Hubschrauberflotte der Utair Gruppe ist weltweit die größte von Typen russischer Bauart, wobei ein Viertel der Maschinen regelmäßig außerhalb Russlands eingesetzt werden. Es existieren Firmen der Helikoptersparte von Utair in Peru (Helicopteros del Sur oder Helisur), Indien (Utair India), Südafrika (UTair South Africa), der Slowakei (Utair Europe) und ein Repräsentanz in New York. In Russland existieren neben vielen regionalen Direktionen noch zwei Tochtergesellschaften für Hubschrauberflüge: Turuchan (Region Krasnojarsk) und Wostok (Region Chabarowsk).
Seit über 20 Jahren werden Flüge für die Vereinten Nationen durchgeführt. 2016 nahm Utair an den UNO-Missionen UNAMID (Darfur, Sudan), UNISFA (Sudan/Südsudan), UNMISS (Südsudan), UNAMA (Afghanistan), MINUSMA (Mali) und MINUSCA (Zentralafrikanische Republik) sowie für das Welternährungsprogramm im Südsudan teil.

#### Hubschrauber (aktiv)
- 025 Mil Mi-26T
- 127 Mil Mi-8T
- 104 Mil Mi-171/Mi-8AMT/Mi-8MTW
- 001 Bölkow Bo 105
- 017 Aérospatiale AS 350B3 (H125)
- 005 Aérospatiale AS 355N
- 004 Kamow Ka-32
- 015 Robinson R44

#### Zuvor eingesetzte Hubschrauber
Darüber hinaus setzte die Utair in der Vergangenheit noch folgende Hubschraubertypen ein:
- AgustaWestland AW139
- Mil Mi-10K

## Bestellungen

### Flugzeuge
Utair kündigte vor der Wirtschaftskrise von 2014 in Russland umfangreiche Pläne zur Modernisierung der Flotte an. Die Fluggesellschaft schloss im September 2011 einen Vertrag mit Boeing über den Kauf von 40 Boeing 737, davon 33 737-800 und sieben 737-900ER für insgesamt 3,8 Mrd. $. Nur ein Jahr später folgte die Bestellung von 20 Airbus A321 für 2,07 Mrd. $. Die Maschinen von Boeing sollten zwischen 2013 und 2016, die Maschinen von Airbus zwischen 2013 und 2015 geliefert werden. Aufgrund der wirtschaftlichen Schwierigkeiten, in welche die Fluggesellschaft 2014 geriet, stellte sie diese Bestellungen zurück. Im August 2016 wurde angekündigt, dass die Lieferungen zwischen 2016 und 2018 erfolgen sollten. Im Juni 2017 wurden diese Pläne revidiert und der Auslieferungszeitraum auf voraussichtlich Ende 2018 bis 2019 korrigiert. Ende Oktober 2017 erklärte der President von Utair Pawel Permjakow, dass die neuen Maschinen nicht vor 2019 geliefert würden und dann bis 2025 fünf bis sieben Flugzeuge pro Jahr erworben werden sollen. Als erstes wolle man sich von den zu klein gewordenen Boeing 737-500 trennen.
- Airbus A321-200: Von 20 bestellten Airbus A321-200 wurden zwölf Flugzeuge geliefert.[22] Ende 2014 wurden aufgrund der finanziellen Schwierigkeiten von Utair alle Flugzeuge stillgelegt und an VEB Leasing zurückgegeben. Zwei Flugzeuge, die sich gerade in der Auslieferung befanden, wurden direkt an WOW air abgegeben. Die Flugzeuge, die Utair bereits nutzte, wurden zunächst ins spanische Teruel überführt.[23] Mittlerweile haben folgende Fluggesellschaften die Flugzeuge erhalten: S7 Airlines (2 Maschinen), WOW Air (weitere 2), Airblue (4) und China Yunnan Airlines (2).[24][25]
- Boeing 737-800: Von den auf der Pariser Luftfahrtschau 2011 bestellten Boeing 737-800 lieferte der Hersteller bis Ende 2014 sechs aus, die erste im Oktober 2013. Diese sechs Maschinen wurden jedoch Ende 2014 wegen wirtschaftlicher Probleme der Fluggesellschaft stillgelegt und ebenfalls ins spanische Teruel geflogen. Mittlerweile werden die Maschinen vom Konkurrenten S7 Airlines betrieben.[26] Utair betreibt aber weiterhin neun Flugzeuge dieses Typs, die 2011 teils geleast werden und teils von der bankrotten Moscow Airlines übernommen wurden.[27]
- Boeing 737-900ER: Bisher wurden keine Flugzeuge dieses Typs ausgeliefert. Die Lieferung wird immer wieder zurückgestellt. Derzeit steht ein Lieferungszeitraum zwischen 2019 und 2025 im Raum.
- Suchoi Superjet 100: Nach dem bereits im November 2010 Absichtserklärung unterzeichnet wurde, unterschrieb Utair am 17. August 2011 auf der MAKS mit dem Hersteller Suchoi und der Leasinggesellschaft VEB-Leasing einen Vertrag über 24 Suchoi Superjet 100 und Option auf weitere 14 Maschinen.[28] Man ging davon aus, dass die Flugzeuge ab 2013 geliefert werden könnten. Damals fehlte allerdings eine genaue Absprache über die technischen Charakteristika der Flugzeuge. Später verzichtete Utair in der Bestuhlung auf eine Business-Class und verlangte eine durchgängige Economy-Bestuhlung, was zu einer Änderung des Preises führte.[29] Daher wurde auf der MAKS 2013 ein Vertrag über die Lieferung von den (ersten) sechs Flugzeugen geschlossen.[30] Die erste Maschine wurde Utair im Mai 2014 zu.[31] Wegen der finanziellen Schwierigkeiten der Fluggesellschaft stellte man die bis Ende 2014 gelieferten oder zur Auslieferung bereiten Flugzeuge außer Dienst bzw. nahm sie nicht ab. Sie wurden auf dem Flughafen Schukowski zwischengeparkt. Es wird vermutet, dass Aeroflot die Flugzeuge übernommen haben könnte.[32]

### Hubschrauber
Die Gesellschaft hat folgende Bestellungen von Hubschraubern offen:
- AgustaWestland AW139: Eine Absichtserklärung über den Kauf von 20 AgustaWestland AW139 wurde 2011 auf der Luftfahrtmesse MAKS unterzeichnet.[35] Die Hubschrauber sollen im Werk HeliVert (Joint Venture von Russian Helicopters und AgustaWestland) in Tomilino montiert werden. Bis Ende 2013 gingen Utair 7 Hubschrauber dieses Typs zu.[36] Im Jahr 2014 wird der Hubschraubertyp wohl eingesetzt.[37] Im Jahresbericht 2015 sind jedoch keine Hinweise auf diesen Hubschraubertyp mehr enthalten.
- Eurocopter EC 175: Die Lieferung von 15 Eurocopter EC 175 wurde wohl aufgrund der Russischen Wirtschaftskrise Ende 2014 ausgesetzt. Vereinbart war eigentlich eine Lieferung ab November 2014. Wann geliefert werden soll, ist derzeit unklar.[38][39]

## Zwischenfälle
Utair verzeichnet in ihrer Geschichte fünf Zwischenfälle mit Todesopfern beziehungsweise Verlust des Fluggeräts:
- Am 9. November 2002 stürzte eine Antonow An-26 (Luftfahrzeugkennzeichen RA-26012) beim Landeanflug auf den Flughafen von Antalya ab, nachdem sie während schwerer Regenfälle eine Stromleitung gestreift hatte. Alle 28 Menschen an Bord überlebten, aber die Maschine wurde zerstört.[40]
- Am 17. März 2007 setzte eine Tupolew Tu-134 (RA-65021) beim Anflug auf den Flughafen Samara 300 m vor der Start- und Landebahn auf. Die Besatzung hatte selbst auf Nachfrage noch im Anflug vollkommen falsche Wetterdaten erhalten, unterschritt aber auch die vorgeschriebene Entscheidungshöhe, ohne die Landebahn in Sicht zu haben. Die Maschine zerbrach beim Aufprall und rollte in Rückenlage. Sechs Passagiere starben, 51 Menschen überlebten zum Teil schwer verletzt.[41]
- Am 2. Juli 2008 stürzte eine Mil Mi-8 der UTair auf der Jamal-Halbinsel ab. Dabei wurden sieben Personen verletzt und neun kamen ums Leben.
- Am 2. April 2012 stürzte eine Maschine des Typs ATR 72 (VP-BYZ) mit der Flugnummer UT-120 gegen 07:35 Ortszeit auf dem Weg von Tjumen nach Surgut etwa 2,5 Kilometer entfernt vom Flughafen Roschtschino ab. Von den 43 Insassen kamen 33 ums Leben. Ursache war ein Strömungsabriss, da die notwendige Enteisung vor dem Start unterlassen worden war.[42]
- Am 4. August 2018 berührte ein Hubschrauber des Typs Mi-8 im Bereich des nordwestsibirischen Ölfeldes Wankor die Anhängelast einer ihn begleitenden Maschine und stürzte ab. Die 15 Passagiere – Arbeiter, die zu einer Förderstation gebracht werden sollte – kamen ebenso ums Leben wie die dreiköpfige Besatzung.[43]
- Am 1. September 2018 schoss eine Boeing 737-8AS der UTair (VQ-BJI) bei der Landung auf dem Flughafen Sotschi über das Landebahnende hinaus. Das linke Triebwerk fing Feuer und das Flugzeug wurde dabei zerstört. Alle Insassen überlebten, wobei 18 verletzt wurden. Ein Bodenmitarbeiter kam, während die Rettungsarbeiten liefen, aufgrund eines Herzinfarktes ums Leben.[44]
- Am 9. Februar 2020 kollabierte bei einer Boeing 737-500 der UTair (VQ-BPS) mit der Flugnummer UT95 bei der Landung auf dem Flughafen Ussinsk das Fahrwerk. Ersten Aussagen zufolge handelt es sich um eine „short landing“ des vom Flughafen Flughafen Moskau-Wnukowo kommenden Fluges, welche die Fluggesellschaft auf Scherwind zurückführt.[45] Alle Insassen überlebten.[46]

## Trivia
- Am 25. November 2014 befreiten die Passagiere erfolgreich eine von Katekavia gemietete Tupolew Tu-134, die auf dem Flughafen Igarka bei Minus 52 Grad am Boden fest gefroren war.[47]